# Oscars d'honneur
 (août 2023).
La mise en forme du texte ne suit pas les recommandations de Wikipédia : il faut le « wikifier ».
Les points d'amélioration suivants sont les cas les plus fréquents. Le détail des points à revoir est peut-être précisé sur la page de discussion.
- Les titres sont pré-formatés par le logiciel. Ils ne sont ni en capitales, ni en gras.
- Le texte ne doit pas être écrit en capitales (les noms de famille non plus), ni en gras, ni en italique, ni en « petit »…
- Le gras n'est utilisé que pour surligner le titre de l'article dans l'introduction, une seule fois.
- L'italique est rarement utilisé : mots en langue étrangère, titres d'œuvres, noms de bateaux, etc.
- Les citations ne sont pas en italique mais en corps de texte normal. Elles sont entourées par des guillemets français : « et ».
- Les listes à puces sont à éviter, des paragraphes rédigés étant largement préférés. Les tableaux sont à réserver à la présentation de données structurées (résultats, etc.).
- Les appels de note de bas de page (petits chiffres en exposant, introduits par l'outil «  Source ») sont à placer entre la fin de phrase et le point final[comme ça].
- Les liens internes (vers d'autres articles de Wikipédia) sont à choisir avec parcimonie. Créez des liens vers des articles approfondissant le sujet. Les termes génériques sans rapport avec le sujet sont à éviter, ainsi que les répétitions de liens vers un même terme.
- Les liens externes sont à placer uniquement dans une section « Liens externes », à la fin de l'article. Ces liens sont à choisir avec parcimonie suivant les règles définies. Si un lien sert de source à l'article, son insertion dans le texte est à faire par les notes de bas de page.
- La présentation des références doit suivre les conventions bibliographiques. Il est recommandé d'utiliser les modèles {{Ouvrage}}, {{Chapitre}}, {{Article}}, {{Lien web}} et/ou {{Bibliographie}}. Le mode d'édition visuel peut mettre en forme automatiquement les références.
- Insérer une infobox (cadre d'informations à droite) n'est pas obligatoire pour parachever la mise en page.

Pour une aide détaillée, merci de consulter Aide:Wikification.
Si vous pensez que ces points ont été résolus, vous pouvez retirer ce bandeau et améliorer la mise en forme d'un autre article.

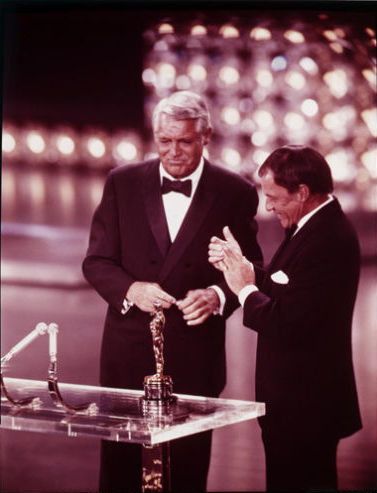
Le 7 avril 1970, lors de la 42e cérémonie des Oscars, Cary Grant reçoit des mains de Frank Sinatra l'Oscar d'honneur « pour sa maîtrise unique de l'art de l'interprétation à l'écran, avec le respect et l'affection de ses collègues ».

Les Oscars d'honneur (en anglais, Special Awards de 1929 à 1948, puis Honorary Awards depuis 1948) sont des récompenses cinématographiques américaines décernées depuis 1929 par l'Academy of Motion Picture Arts and Sciences (AMPAS), laquelle décerne également tous les autres Oscars.
Depuis 2009, ils sont remis au cours d'une cérémonie séparée au mois de novembre précédant la cérémonie des Oscars, les Governors Awards, avec les Irving G. Thalberg Memorial Awards et les Jean Hersholt Humanitarian Awards.

## Description
Contrairement aux autres catégories décernées annuellement pour lesquelles l'ensemble des membres de l'Académie votent, l'Oscar d'honneur est attribué de façon irrégulière par un comité spécial. Plusieurs Oscars d'honneur peuvent être attribués la même année. Durant les premières années, il était souvent employé pour récompenser des contributions non représentées dans les catégories existantes (comme les chorégraphes), ce qui conduisit parfois à la création de nouvelles catégories :
- de 1935 à 1961, un Oscar de la jeunesse (Special Juvenile Academy Award) a récompensé le meilleur jeune acteur (ou actrice) de l'année.
- de 1937 à 1940, un Oscar d'honneur pour la meilleure photographie couleur a été décerné dans cette catégorie avant d'être intégré à la compétition dans la catégorie Oscar de la meilleure photographie
- de 1949 à 1956, un Oscar du meilleur film en langue étrangère (Honorary Foreign Language Film Award) a été décerné dans cette catégorie par le Conseil d'administration de l'Académie (Board of Governors) avant de devenir une catégorie à part entière[2].
- l'Oscar pour une contribution spéciale (Academy Award for Special Achievement) a été créé en 1973 pour récompenser une contribution exceptionnelle au cinéma], principalement dans le domaine des effets visuels et sonores.

Majoritairement décernés pour récompenser l'ensemble d'une carrière, ils sont remis principalement sous forme d'une statuette identique aux autres catégories, d'une plaque commémorative ou d'un certificat, accompagnés d'une dédicace expliquant le choix du comité.
D'autres prix spéciaux sont remis de façon ponctuelle :
- les Irving G. Thalberg Memorial Awards, récompensant un producteur depuis 1938
- les Jean Hersholt Humanitarian Awards, récompensant une personnalité pour son action humanitaire depuis 1957

ainsi que des Oscars scientifiques et techniques (Sci-Tech Awards) comme les Gordon E. Sawyer Awards depuis 1982.

## Récipiendaires
L'année indiquée est celle de la cérémonie récompensant, le cas échéant, les films ou les prestations effectuées l'année précédente. Le libellé des dédicaces est indiqué entre guillemets.

### Années 1920-1930
- 1929 :
  - Charles Chaplin[3], « pour avoir joué, écrit, réalisé et produit Le Cirque » (« for acting, writing, directing and producing The Circus »)
  - Warner Bros., « pour avoir produit Le Chanteur de jazz, remarquable pionnier du cinéma parlant ayant révolutionné l'industrie cinématographique » (« for producing The Jazz Singer, the pioneer outstanding talking picture, which has revolutionized the industry »)
- 1930 (avril) : Thomas Edison
- 1930 (novembre) : Pas de prix
- 1931 : Pas de prix
- 1932 : Walt Disney, « pour la création de Mickey Mouse » (« for the creation of Mickey Mouse »)
- 1934 : Pas de prix
- 1935 : Shirley Temple, « en reconnaissance de sa remarquable contribution au divertissement cinématographique pour l'année 1934 » (« in grateful recognition of her outstanding contribution to screen entertainment during the year 1934 ») - Premier Oscar de la jeunesse
- 1936 : D. W. Griffith, « pour ses remarquables contributions en tant que réalisateur et producteur et pour son inestimable initiative et ses contributions durables au progrès de l'art cinématographique » (« for his distinguished creative achievements as director and producer and his invaluable initiative and lasting contributions to the progress of the motion picture arts »)
- 1937 :
  - March of Time, « pour son importance dans la production cinématographique et pour avoir révolutionné un des plus importants secteurs de l'industrie : l'actualité cinématographique » (« for its significance to motion pictures and for having revolutionized one of the most important branches of the industry - the newsreel »)

Meilleure photographie en couleurs
- - W. Howard Greene et Harold Rosson, « pour la photographie en couleurs de la production Selznick, Le Jardin d'Allah » (« for the color cinematography of the Selznick International Production, The Garden of Allah »)
- 1938 :
  - Edgar Bergen[4], « pour sa remarquable création comique, Charlie McCarthy » » (« for his outstanding comedy creation, Charlie McCarthy »)
  - Mack Sennett, « pour sa contribution durable aux techniques de comédie à l'écran, les principes de base qui sont aujourd'hui aussi importants que quand ils ont été mis la première fois en pratique, l'Académie remet un prix spécial à ce maître de l'amusement, découvreurs de stars, compatissant, aimable, génie compréhensif de la comédie : Mack Sennet » (« for his lasting contribution to the comedy technique of the screen, the basic principles of which are as important today as when they were first put into practice, the Academy presents a Special Award to that master of fun, discoverer of stars, sympathetic, kindly, understanding comedy genius - Mack Sennett »)
  - Museum of Modern Art Film Library, « pour l'important  travail de recueil des films de 1895 à nos jours et pour avoir rendu accessible pour la première fois au public les moyens d'étudier le développement historique et esthétique du cinéma en tant qu'art majeur » (« for its significant work in collecting films dating from 1895 to the present and for the first time making available to the public the means of studying the historical and aesthetic development of the motion picture as one of the major arts »)

Meilleure photographie en couleurs
- - W. Howard Greene, « pour la photographie en couleurs de Une étoile est née » (« for the color photography of A Star Is Born »)
- 1939 :
  - Harry M. Warner, « en reconnaissance des services patriotiques rendus au travers de la production de courts métrages historiques retraçant des épisodes significatifs des premiers combats du peuple américain pour la liberté » (« in recognition of patriotic service in the production of historical short subjects presenting significant episodes in the early struggle of the American people for liberty »)
  - Walt Disney, « pour Blanche-Neige et les Sept Nains, reconnu comme une innovation cinématographique significative qui a charmé des millions de gens et inauguré un nouveau terrain de divertissement pour le dessin animé »[5] (« for Snow White and the Seven Dwarfs, recognized as a significant screen innovation which has charmed millions and pioneered a great new entertainment field for the motion picture cartoon »)
  - Gordon Jennings, Jan Domela, Dev Jennings, Irmin Roberts, Art Smith (effets spéciaux), Farciot Edouart, Loyal Griggs (transparences), Loren L. Ryder, Harry D. Mills, Louis Mesenkop, Walter Oberst (effets sonores), « pour leur contribution remarquable à la création des effets visuels et sonores de la production Paramount Pictures Les Gars du large » (« for outstanding achievement in creating Special Photographic and Sound Effects in the Paramount production, Spawn of the North »)
  - Oliver Marsh et Allen Davey, « pour la photographie en couleurs de la production Metro-Goldwyn-Mayer, Amants » (« for the color cinematography of the Metro-Goldwyn-Mayer production, Sweethearts »)

Meilleure photographie en couleurs
- - Arthur Ball, « pour son exceptionnelle contribution au progrès de la couleur dans la prise de vue cinématographique » (« for his outstanding contributions to the advancement of color in Motion Picture Photography »)

Meilleur jeune acteur de l'année
- - Deanna Durbin et Mickey Rooney, « pour leur contribution significative à porter à  l'écran l'esprit et la représentation de la jeunesse et pour avoir démontré en tant que jeunes acteurs un haut niveau de capacités et de talent » (« for their significant contribution in bringing to the screen the spirit and personification of youth, and as juvenile players setting a high standard of ability and achievement »)

### Années 1940
- 1940 :
  - Motion Picture Relief Found (Jean Hersholt, président : Ralph Morgan, président du comité de direction ; Ralph Block, premier vice-président ; Conrad Nagel), « en reconnaissance des services exceptionnels rendus à l'industrie durant l'année écoulée et de sa direction éclairée » (« acknowledging the outstanding services to the industry during the past year of the Motion Picture Relief Fund and its progressive leadership »)
  - Douglas Fairbanks (à titre posthume), « en reconnaissance de son unique et exceptionnelle contribution en tant que premier président de l'Académie au développement international du cinéma » (« recognizing the unique and outstanding contribution of Douglas Fairbanks, first President of the Academy, to the international development of the motion picture »)
  - William Cameron Menzies, « pour l'exceptionnel accomplissement dans l'usage de la couleur comme moyen d'expression dramatique dans Autant en emporte le vent » (« for outstanding achievement in the use of color for the enhancement of dramatic mood in the production of Gone with the Wind »)

Meilleure photographie en couleurs
- - Technicolor, « pour ses contributions à l'adaptation réussie du procédé tricolore à l'écran » (« for its contributions in successfully bringing three-color feature production to the screen »)

Meilleur jeune acteur de l'année
- - Judy Garland, « pour sa remarquable interprétation en tant que jeune actrice au cours de l'année passée » (« for her outstanding performance as a screen juvenile during the past year »)
- 1941 :
  - Bob Hope, « en reconnaissance de ses services désintéressés envers l'industrie cinématographique » (« in recognition of his unselfish services to the Motion Picture Industry »)
  - Nathan Levinson, « pour son service remarquable de l'industrie et de l'Armée durant les neuf dernières années, qui a rendu possible la mobilisation efficace des moyens de l'industrie cinématographique pour la production de films de formation militaire » (« for his outstanding service to the industry and the Army during the past nine years, which has made possible the present efficient mobilization of the motion picture industry facilities for the production of Army Training Films »)
- 1942 :
  - Walt Disney, William E. Garity, J. N. A. Hawkins, RCA Manufacturing Co., « pour leur exceptionnelle contribution à l'avancement de l'utilisation du son dans les films au travers de la production de Fantasia » (« for their outstanding contribution to the advancement of the use of sound in motion pictures through the production of Fantasia »)
  - Leopold Stokowski et ses associés, « pour leur accomplissement unique dans la création d'une nouvelle forme de musique visuelle dans la production de Walt Disney, Fantasia, élargissant de ce fait l'envergure du film de cinéma en tant que divertissement et forme d'art » (« for their unique achievement in the creation of a new form of visualized music in Walt Disney's production, Fantasia, thereby widening the scope of the motion picture as entertainment and as an art form »)
  - Rey Scott, « pour son extraordinaire accomplissement en produisant Kukan, le film témoignant des combats en Chine, comprenant ses prises de vues avec une caméra 16mm dans les conditions les plus difficiles et les plus dangereuses » (« for his extraordinary achievement in producing Kukan, the film record of China's struggle, including its photography with a 16mm camera under the most difficult and dangerous conditions »)
  - Ministère de l'Information britannique, « pour sa présentation vive et dramatique de l'héroïsme de la RAF dans le film documentaire Target for Tonight » (« for its vivid and dramatic presentation of the heroism of the RAF in the documentary film, Target for Tonight »)
- 1943 :
  - Charles Boyer, « pour son accomplissement culturel progressiste en faisant de la Fondation de recherche française à Los Angeles une source de référence pour l'industrie cinématographique hollywoodienne » (« for his progressive cultural achievement in establishing the French Research Foundation in Los Angeles as a source of reference for the Hollywood Motion Picture Industry. »)
  - Noël Coward, « pour son remarquable accomplissement dans la production de Ceux qui servent en mer » (« for his outstanding production achievement in In Which We Serve »)
  - MGM Studio, « pour son accomplissement à représenter le mode de vie américain au travers de la production de la série de films Andy Hardy » (« for its achievement in representing the American Way of Life in the production of the Andy Hardy series of films »)
- 1944 :
  - George Pal, « pour le développement des méthodes et des techniques originales au travers de la production de courts métrages connus sous le nom de Puppetoons » (« for the development of novel methods and techniques in the production of short subjects known as Puppetoons »)
- 1945 :
  - Bob Hope, « pour ses nombreux services rendus à l'Académie » (« for his many services to the Academy »)

Meilleur jeune acteur de l'année
- - Margaret O'Brien (« outstanding child actress of 1944 »)
- 1946 :
  - Daniel J. Bloomberg, Republic Studio, Republic Sound Department, « pour la construction d'un remarquable auditorium musical qui fournit des conditions d'enregistrement optimales et réunit tous les éléments de la conception acoustique et technologique » (« for the building of an outstanding musical scoring auditorium which provides optimum recording conditions and combines all elements of acoustic and engineering design »)
  - Walter Wanger, « pour ses six années en tant que président de l'Académie » (« for his six years service as President of the Academy of Motion Picture Arts and Sciences »)
  - The House I Live In, « court métrage sur la tolérance, produit par Frank Ross et Mervyn LeRoy, réalisé par Mervyn LeRoy, scénario de Albert Maltz, chanson The House I Live In, musique de Earl Robinson, paroles de Lewis Allen, avec Frank Sinatra, distribué par RKO Radio » (« To The House I Live In, tolerance short subject; produced by Frank Ross and Mervyn LeRoy; directed by Mervyn LeRoy; screenplay by Albert Maltz; song The House I Live In, music by Earl Robinson, lyrics by Lewis Allan; starring Frank Sinatra; released by RKO Radio »)

Meilleur jeune acteur de l'année
- - Peggy Ann Garner (« outstanding child actress of 1945 »)
- 1947 :
  - Ernst Lubitsch, « pour ses remarquables contributions à l'art cinématographique » (« for his distinguished contributions to the art of the motion picture »)
  - Harold Russell, « pour avoir apporté espoir  et courage à ses camarades vétérans au travers de son interprétation dans Les Plus Belles Années de notre vie » (« for bringing hope and courage to his fellow veterans through his appearance in The Best Years of Our Lives »)
  - Laurence Olivier, « pour son accomplissement remarquable en tant qu'acteur, producteur et réalisateur du film Henry V » (« for his outstanding achievement as actor, producer and director in bringing Henry V to the screen »)

Meilleur jeune acteur de l'année
- - Claude Jarman Jr. (« outstanding child actor of 1946 »)
- 1948 :
  - James Baskett, « pour son interprétation douée et émouvante de l'oncle Remus, ami et conteur d'histoires des enfants du monde entier dans Mélodie du Sud de Walt Disney » (« for his able and heart-warming characterization of Uncle Remus, friend and story teller to the children of the world in Walt Disney's Song of the South »)
  - William Nicholas Selig, Albert E. Smith, Thomas Armat et George K., « petit groupe de pionniers dont la foi en un nouveau medium et dont les contributions à son développement ont montré la voiequi a permis au cinéma de passer, de leur temps, de l'obscurité à l'acclamation mondiale » (« the small group of pioneers whose belief in a new medium, and whose contributions to its development, blazed the trail along which the motion picture has progressed, in their lifetime, from obscurity to world-wide acclaim »)
  - Bill and Coo, « dans lequel art et patience se fondent pour une nouvelle et divertissante utilisation des moyens cinématographiques » (« in which artistry and patience blended in a novel and entertaining use of the medium of motion pictures »)

Meilleur film en langue étrangère
- - Sciuscià (Italie), « la haute qualité de ce film, qui a vu le jour dans un pays marqué par guerre, prouve au monde que l'esprit créatif peut triompher de l'adversité » (« the high quality of this motion picture, brought to eloquent life in a country scarred by war, is proof to the world that the creative spirit can triumph over adversity »)
- 1949 :
  - Sid Grauman, « homme de spectcale majeur, qui a élevé les standards du spectacle dans les films de cinéma » (« master showman, who raised the standard of exhibition of motion pictures »)
  - Adolph Zukor, « un homme qui fut appelé le père du long-métrage en Amérique, pour ses services rendus à l'industrie durant quarante ans » (« a man who has been called the father of the feature film in America, for his services to the industry over a period of forty years »)
  - Walter Wanger, « pour son remarquable service de l'industrie en contribuant à augmenter sa stature morale dans la communauté mondiale par sa production du film Jeanne d'Arc » (« for distinguished service to the industry in adding to its moral stature in the world community by his production of the picture Joan of Arc »)

Meilleur jeune acteur de l'année
- - Ivan Jandl, « pour la meilleure interprétation juvénile de l'année 1948 dans le rôle de Karel Malik de Les Anges marqués » (« for the outstanding juvenile performance of 1948, as Karel Malik in The Search »)

Meilleur film en langue étrangère
- - Monsieur Vincent (France)

### Années 1950
- 1950 :
  - Fred Astaire, « Pour son talent artistique unique et ses contributions à la technique des films musicaux » (« for his unique artistry and his contributions to the technique of musical pictures »)
  - Cecil B. DeMille, « remarquable pionnier de l'art cinématographique, marqué par 37 années brillantes en tant qu'homme de spectacle » (« distinguished motion picture pioneer, for 37 years of brilliant showmanship »)
  - Jean Hersholt[6], « pour son remarquable service de l'industrie cinématographique » (« for distinguished service to the motion picture industry »)

Meilleur jeune acteur de l'année
- - Bobby Driscoll, « en tant que meilleur jeune acteur de l'année 1949 » (« as the outstanding juvenile actor of 1949 »)

Meilleur film en langue étrangère
- - Le Voleur de bicyclette (Ladri di biciclette) (Italie)
- 1951 :
  - Louis B. Mayer, « pour son remarquable service de l'industrie cinématographique » (« for distinguished service to the motion picture industry »)
  - George Murphy, « pour ses services de porte-parole de l'industrie cinématographique à travers tout le pays » (« for his services in interpreting the film industry to the country at large »)

Meilleur film en langue étrangère
- - Au-delà des grilles (France/Italie)
- 1952 :
  - Gene Kelly, « en reconnaissance de sa versatilité en tant qu'acteur, chanteur, réalisateur et danseur, et particulierement pour ses contributions à l'art de la chorégraphie dans les films » (« in appreciation of his versatility as an actor, singer, director and dancer, and specifically for his brilliant achievements in the art of choreography on film »)

Meilleur film en langue étrangère
- - Rashōmon (羅生門) (Japon)
- 1953 :
  - Merian C. Cooper, « pour ses nombreuses innovations et contributions à l'art cinématographique » (« for his many innovations and contributions to the art of motion pictures »)
  - Bob Hope, « pour sa contribution au rire mondial, son service de l'industrie cinématographique et son dévouement aux principes américains » (« for his contribution to the laughter of the world, his service to the motion picture industry, and his devotion to the American premise »)
  - Harold Lloyd, « maître-comédien et bon citoyen » (« master comedian and good citizen »)
  - George Alfred Mitchell, « pour la conception et le développement de la caméra qui porte son nom et pour sa présence continue et prépondérante dans le domaine de la prise de vue » (« for the design and development of the camera which bears his name and for his continued and dominant presence in the field of cinematography »)
  - Joseph M. Schenck, « pour son long et remarquable service de l'industrie cinématographique » (« for long and distinguished service to the motion picture industry »)

Meilleur film en langue étrangère
- - Jeux interdits (France)
- 1954 :
  - 20th Century-Fox Film, « en reconnaissance de leur imagination, leur instinct artistique et leur clairvoyance à mettre au point le procédé révolutionnaire nommé CinemaScope » (« in recognition of their imagination, showmanship and foresight in introducing the revolutionary process known as CinemaScope »)
  - Bell and Howell, « pour leurs contributions pionnières et fondamentales au progrès de l'industrie cinématographique » (« for their pioneering and basic achievements in the advancement of the motion picture industry »)
  - Joseph Breen, « pour sa gestion consciencieuse, ouverte et digne du Code de production du cinéma » (« for his conscientious, open-minded and dignified management of the Motion Picture Production Code »)
  - Pete Smith (en), « pour ses observations piquantes et pleines d'esprit sur la scène américaine dans sa série Pete Smith Specialties » (« for his witty and pungent observations on the American scene in his series of Pete Smith Specialties »)
- 1955 :
  - Bausch & Lomb Optical, « pour leurs contributions au progrès de l'industrie cinématographique » (« for their contributions to the advancement of the motion picture industry »)
  - Greta Garbo, « pour ses inoubliables interprétations à l'écran » (« for her unforgettable screen performances »)
  - Danny Kaye, « pour ses talents uniques, son service de l'Académie, à l'industrie cinématographique et au peuple américain » (« for his unique talents, his service to the Academy, the motion picture industry, and the American people »)
  - Kemp Niver, « pour le développement du procédé Renovare, lequel a rendu possible la restauration de la collection papier cinématographique de la Bibliothèque du Congrès »  (« for the development of the Renovare Process which has made possible the restoration of the Library of Congress Paper Film Collection »)

Meilleur jeune acteur de l'année
- - Jon Whiteley, « pour sa remarquable interprétation juvénile dans Le Secret des deux orphelins » (« for his outstanding juvenile performance in The Little Kidnappers »)
  - Vincent Winter, « pour sa remarquable interprétation juvénile dans Le Secret des deux orphelins » (« for his outstanding juvenile performance in The Little Kidnappers »)

Meilleur film en langue étrangère
- - La Porte de l'enfer (Jigokumon) (Japon)
- 1956 : Pas de prix

Meilleur film en langue étrangère
- - Miyamoto Musashi (宮本 武蔵) (Japon)
- 1957 : Eddie Cantor, « pour son service remarquable de l'industrie cinématographique » (« for distinguished service to the film industry »)
- 1958 :
  - Society of Motion Picture and Television Engineers, « pour leur contributions au progrès de l'industrie cinématographique » (« for their contributions to the advancement of the motion picture industry »)
  - Gilbert M. Anderson (Broncho Billy Anderson), « pionnier du cinéma, pour ses contributions à son développement en tant que divertissement » (« motion picture pioneer, for his contributions to the development of motion pictures as entertainment »)
  - Charles Brackett, « pour son service exceptionnel de l'Académie » (« for outstanding service to the Academy »)
  - B. B. Kahane, « pour son service remarquable de l'industrie cinématographique » (« for distinguished service to the motion picture industry »)
- 1959 : Maurice Chevalier, « pour ses contributions au monde du divertissement pendant plus d'un demi-siècle » (« for his contributions to the world of entertainment for more than half a century »)

### Années 1960
- 1960 :
  - Lee De Forest, « pour ses inventions pilotes qui ont apporté le son au film » (« for his pioneering inventions which brought sound to the motion picture »)
  - Buster Keaton, « pour ses talents uniques qui ont produit des comédies immortelles à l'écran » (« for his unique talents which brought immortal comedies to the screen »)
- 1961 :
  - Gary Cooper, « pour ses nombreuses interprétations mémorables à l'écran et la reconnaissance internationale qu'il a, en tant qu'individu, attiré sur l'industrie cinématographique » (« for his many memorable screen performances and the international recognition he, as an individual, has gained for the motion picture industry »)
  - Stan Laurel, « pour son travail de pionnier dans le domaine de la comédie cinématographique » (« for his creative pioneering in the field of cinema comedy »)

Meilleur jeune acteur de l'année
- - Hayley Mills, « pour Pollyanna, l'interprétation juvénile la plus remarquable de l'année 1960 » (« for Pollyanna, the most outstanding juvenile performance during 1960 ») - Dernier Oscar de la jeunesse
- 1962 :
  - Fred L. Metzler, « pour son dévouement et son exceptionnel service de l’Academy of Motion Picture Arts and Sciences » (« for his dedication and outstanding service to the Academy of Motion Picture Arts and Sciences »)
  - Jerome Robbins, « pour ses brillantes contributions dans l'art de la chorégraphie au cinéma » (« for his brilliant achievements in the art of choreography on film »)
  - William L. Hendricks, « pour son exceptionnel service de la patrie au travers de la conception, l'écriture et la production du film sur le corps des Marines A Force in Readiness, qui a porté honneur à l'Académie et à l'industrie cinématographique » (« for his outstanding patriotic service in the conception, writing and production of the Marine Corps film, A Force in Readiness, which has brought honor to the Academy and the motion picture industry »)
- 1963 : Pas de prix
- 1964 : Pas de prix
- 1965 : William J. Tuttle, « pour sa contribution exceptionnelle en matière de maquillage dans Le Cirque du docteur Lao » (« for his outstanding make-up achievement for 7 Faces of Dr. Lao »)
- 1966 : Bob Hope, « pour son service unique et remarquable de notre industrie et de l'Académie » (« for unique and distinguished service to our industry and the Academy »)
- 1967 :
  - Yakima Canutt, « pour ses accomplissements en tant que cascadeur et pour avoir développé des dispositifs de sécurité protégeant les cascadeurs où qu'ils soient » (« for achievements as a stunt man and for developing safety devices to protect stunt men everywhere »)
  - Y. Frank Freeman, « pour son service exceptionnel et inhabituel de l'Académie durant ses trente années passées à Hollywood » (« for unusual and outstanding service to the Academy during his thirty years in Hollywood »)
- 1968 : Arthur Freed, « pour son service remarquable de l'Académie et la production de six des retransmissions télévisées des Oscars à plus forte audience » (« for distinguished service to the Academy and the production of six top-rated Awards telecasts »)
- 1969 :
  - Onna White, « pour sa contribution exceptionnelle en matière de chorégraphie dans Oliver ! » (« for her outstanding choreography achievement for Oliver! »)
  - John Chambers, « pour sa contribution exceptionnelle en matière de maquillage dans La Planète des singes » (« for his outstanding makeup achievement for Planet of the Apes »)

### Années 1970
- 1970 : Cary Grant, « pour sa maîtrise unique de l'art de l'interprétation à l'écran, avec le respect et l'affection de ses collègues » (« for his unique mastery of the art of screen acting with the respect and affection of his colleagues »)
- 1971 :
  - Lillian Gish, « pour son talent sans pareil et pour sa contribution remarquable au progrès des films de cinéma » (« for superlative artistry and for distinguished contribution to the progress of motion pictures »)
  - Orson Welles, « pour son talent et sa variété sans pareilles  dans la création de films de cinéma » (« for superlative artistry and versatility in the creation of motion pictures »)
- 1972 : Charlie Chaplin, « pour l'effet incalculable qu’il a eu en faisant des films de cinéma la forme d'art de ce siècle » (« for the incalculable effect he has had in making motion pictures the art form of this century »)
- 1973 :
  - Charles S. Boren, « responsable pendant 38 années des relations sociales harmonieuses de l'industrie cinématographique et architecte de sa politique de non-discrimination. Avec le respect et l'affection de tous ceux qui travaillent dans les films » (« leader for 38 years of the industry's enlightened labor relations and architect of its policy of non-discrimination. With the respect and affection of all who work in films »)
  - Edward G. Robinson (à titre posthume), « qui a atteint la grandeur en tant qu’acteur, mécène et citoyen dévoué... en somme, un homme de la Renaissance. De la part de ses amis dans l'industrie qu'il aime » (« who achieved greatness as a player, a patron of the arts and a dedicated citizen... in sum, a Renaissance man.  From his friends in the industry he loves »)
- 1974 :
  - Henri Langlois, « pour son dévouement à l'art du film, ses nombreuses contributions à préserver son passé et son inébranlable foi en son futur » (« for his devotion to the art of film, his massive contributions in preserving its past and his unswerving faith in its future »)
  - Groucho Marx, « en reconnaissance de sa brillante créativité et pour l'inégalable contribution des Marx Brothers à l'art de la comédie cinématographique » (« in recognition of his brilliant creativity and for the unequalled achievements of the Marx Brothers in the art of motion picture comedy »)
- 1975 :
  - Howard Hawks, « un cinéaste américain majeur dont les efforts créatifs tiennent une place remarquable dans le cinéma mondial » (« a master American filmmaker whose creative efforts hold a distinguished place in world cinema »)
  - Jean Renoir, « un génie qui, avec grâce, responsabilité et une enviable dévotion a gagné l'admiration mondiale au travers du cinéma muet, du cinéma parlant, des films, des documentaires et de la télévision » (« a genius who, with grace, responsibility and enviable devotion through silent film, sound film, feature, documentary and television, has won the world's admiration »)
- 1976 : Mary Pickford, « en reconnaissance de ses contributions uniques à l'industrie cinématographique et le développement du film comme support artistique » (« in recognition of her unique contributions to the film industry and the development of film as an artistic medium »)
- 1977 : Pas de prix
- 1978 : Margaret Booth, « pour son exceptionnelle contribution à l'art du montage dans l'industrie cinématographique » (« for her exceptional contribution to the art of film editing in the motion picture industry »)
- 1979 :
  - Walter Lantz, « pour avoir apporté la joie et le rire dans le monde entier au travers de ses films d'animation uniques » (« for bringing joy and laughter to every part of the world through his unique animated motion pictures »)
  - Laurence Olivier, « pour toute son œuvre, pour les accomplissements uniques liés à sa carrière et à sa vie consacrée à l'art cinématographique » (« for the full body of his work, for the unique achievements of his entire career and his lifetime of contribution to the art of film »)
  - King Vidor, « pour ses contributions incomparables en tant que créateur et innovateur cinématographique » (« for his incomparable achievements as a cinematic creator and innovator »)
  - Museum of Modern Art, Dept. of Film, « pour sa contribution à avoir fait percevoir au public le cinéma comme une forme d'art » (« for the contribution it has made to the public's perception of movies as an art form »)

### Années 1980
- 1980 :
  - Hal Elias, « pour son dévouement et son service remarquable de l'Academy of Motion Picture Arts and Sciences » (« for his dedication and distinguished service to the Academy of Motion Picture Arts and Sciences »)
  - Alec Guinness, « pour avoir fait progresser l'art de l'interprétation à l'écran au travers d'une série de prestations mémorables et remarquables » (« for advancing the art of screen acting through a host of memorable and distinguished performances »)
- 1981 : Henry Fonda, « l'acteur distingué, en reconnaissance de ses brillants accomplissements et sa contribution durable à l'art cinématographique » (« the consummate actor, in recognition of his brilliant accomplishments and enduring contribution to the art of motion pictures »)
- 1982 : Barbara Stanwyck, « pour sa créativité sans pareille et sa contribution unique à l'art de l'interprétation à l'écran » (« for superlative creativity and unique contribution to the art of screen acting »)
- 1983 : Mickey Rooney, « en reconnaissance de ses soixante années de versatilité dans une variété d'interprétations mémorables » (« in recognition of his 60 years of versatility in a variety of memorable film performances »)
- 1984 : Hal Roach, « en reconnaissance de son record inégalé de contributions remarquables envers l'art cinématographique » (« in recognition of his unparalleled record of distinguished contributions to the motion picture art form »)
- 1985 :
  - James Stewart, « pour ses cinquante années d'interprétations mémorables. Pour ses idéaux élevés tant sur l'écran qu'en privé, avec le respect et l’affection de ses collègues » (« for his fifty years of memorable performances. For his high ideals both on and off the screen. With the respect and affection of his colleagues »)
  - The National Endowment for the Arts, « en reconnaissance de son 20e anniversaire et son engagement dévoué à encourager l'activité artistique et créatrice ainsi que l'excellence dans chaque secteur des arts » (« in recognition of its 20th anniversary and its dedicated commitment to fostering artistic and creative activity and excellence in every area of the arts »)
- 1986 :
  - Paul Newman, « en reconnaissance de ses nombreuses et mémorables  interprétations irrésistibles à l'écran et pour son intégrité et son dévouement personnels à son métier » (« in recognition of his many and memorable compelling screen performances and for his personal integrity and dedication to his craft »)
  - Alex North, « en reconnaissance de son brillant talent dans la création de musique mémorable pour une série de films remarquables » (« in recognition of his brilliant artistry in the creation of memorable music for a host of distinguished motion pictures »)
- 1987 : Ralph Bellamy, « pour son talent artistique unique et son remarquable service du métier d'acteur » (« for his unique artistry and his distinguished service to the profession of acting »)
- 1988 : Pas de prix
- 1989 :
  - Eastman Kodak, « en reconnaissance des contributions fondamentales de la compagnie à l'art cinématographique au cours des cent premières années de l'histoire du cinéma » (« in recognition of the company's fundamental contributions to the art of motion pictures during the first century of film history »)
  - Office national du film du Canada, « en reconnaissance de son 50e anniversaire et son engagement dévoué à initier l'activité artistique, créatrice et technologique ainsi que l'excellence dans chaque secteur de la production cinématographique » (« in recognition of its 50th anniversary and its dedicated commitment to originate artistic, creative and technological activity and excellence in every area of film making »)

### Années 1990
- 1990 : Akira Kurosawa, « pour ses réalisations qui ont inspiré, ravi, enrichi et diverti le public mondial et influencé les cinéastes du monde entier » (« for accomplishments that have inspired, delighted, enriched and entertained audiences and influenced filmmakers throughout the world »)
- 1991 :
  - Sophia Loren, « l'un des véritables trésors du cinéma mondial qui, par une carrière riche en interprétations mémorables, a ajouté un éclat permanent à notre forme d'art » (« one of the genuine treasures of world cinema who, in a career rich with memorable performances, has added permanent luster to our art form »)
  - Myrna Loy, « en reconnaissance de ses qualités extraordinaires tant sur l'écran qu'en privé, avec l'appréciation d'une carrière riche en interprétations inoubliables » (« in recognition of her extraordinary qualities both on screen and off, with appreciation for a lifetime's worth of indelible performances »)
- 1992 : Satyajit Ray, « en reconnaissance de sa maîtrise rare de l'art cinématographique et de sa profonde vision humanitaire, qui a eu une influence indélébile sur les cinéastes et le public du monde entier » (« in recognition of his rare mastery of the art of motion pictures, and of his profound humanitarian outlook, which has had an indelible influence on filmmakers and audiences throughout the world »)
- 1993 :  Federico Fellini, « en reconnaissance de sa place parmi les maîtres-conteurs de l'écran » (« in recognition of his place as one of the screen's master storytellers »)
- 1994 : Deborah Kerr, « en reconnaissance d'une carrière dominée par l'élégance et la beauté de ses interprétations » (« in appreciation for a full career's worth of elegant and beautifully crafted performances »)
- 1995 : Michelangelo Antonioni, « en reconnaissance de sa place parmi les maîtres du style visuel » (« in recognition of his place as one of the cinema's master visual stylists »)
- 1996 :
  - Kirk Douglas, « pour cinquante années en tant que force créatrice et morale au sein de la communauté cinématographique » (« for fifty years as a creative and moral force in the motion picture community »)
  - Chuck Jones, « pour la création de classiques du dessin animé qui ont apporté la joie dans le monde entier pendant plus d'un demi-siècle » (« for the creation of classic cartoons which have brought worldwide joy for more than half a century »)
- 1997 : Michael Kidd, « en reconnaissance de ses services rendus à l'art de la danse au travers de l'art de l'écran » (« in recognition of his services to the art of the dance in the art of the screen »)
- 1998 : Stanley Donen, « en reconnaissance d'une œuvre marquée par la grâce, l'élégance, l'esprit et l'innovation visuelle » (« in appreciation of a body of work marked by grace, elegance, wit and visual innovation »)
- 1999 : Elia Kazan, « en reconnaissance de ses contributions inoubliables dans l'art de la réalisation cinématographique » (« in recognition of his indelible contributions to the art of motion picture direction »)

### Années 2000
- 2000 : Andrzej Wajda, « en reconnaissance de cinq décennies de réalisation de films extraordinaires » (« in recognition of five decades of extraordinary film direction »)
- 2001 :
  - Jack Cardiff, « maître de la lumière et de la couleur » (« master of light and color »)
  - Ernest Lehman, « en appréciation d'un œuvre variée et durable » (« in appreciation of a body of varied and enduring work »)
- 2002 :
  - Sidney Poitier, « en reconnaissance d'un accomplissement extraordinaire comme artiste et comme être humain » » (« in recognition of his remarkable accomplishments as an artist and as a human being »)
  - Robert Redford, « acteur, réalisateur, producteur, créateur de Sundance, inspiration aux cinéastes indépendants et innovateurs partout dans le monde » (« Actor, director, producer, creator of Sundance, inspiration to independent and innovative filmmakers everywhere »)
- 2003 :  Peter O'Toole, « dont les talents remarquables ont fourni à l'histoire de cinéma certains de ses personnages les plus mémorables » (« whose remarkable talents have provided cinema history with some of its most memorable characters »)
- 2004 : Blake Edwards, « en reconnaissance de son écriture, sa réalisation et sa production d'une œuvre extraordinaire pour le cinéma » (« in recognition of his writing, directing and producing an extraordinary body of work for the screen »)
- 2005 :  Sidney Lumet, « en reconnaissance de ses brillants services rendus aux scénaristes, aux interprètes et à l'art du cinéma » (« in recognition of his brilliant services to screenwriters, performers and the art of the motion picture »)
- 2006 : Robert Altman, « en reconnaissance d'une carrière qui a constamment réinventé les formes de l'art et inspiré autant les cinéastes que le public. » (« in recognition of a career that has repeatedly reinvented the art form and inspired filmmakers and audiences alike »)
- 2007 : Ennio Morricone, « en reconnaissance de ses contributions magnifiques et multiples à l'art de la musique de film » (« in recognition of his magnificent and multifaceted contributions to the art of film music »)
- 2008 : Robert F. Boyle, « en reconnaissance d'une des plus grandes carrières de directeur artistique au cinéma » (« in recognition of one of cinema's great careers in art direction »)
- 2009 : les Oscars d'honneur sont remis au cours d'une cérémonie séparée : les Governors Awards.
  - Lauren Bacall, « en reconnaissance pour sa place centrale dans l'âge d'or du cinéma » (« in recognition of her central place in the golden age of motion pictures »)
  - Roger Corman, « pour son riche engendrement de films et de cinéastes » (« for his rich engendering of films and filmmakers »)
  - Gordon Willis, « pour sa maîtrise insurpassée de la lumière, de l'ombre, de la couleur et du mouvement » (« for unsurpassed mastery of light, shadow, color and motion »)
  - John Calley

### Années 2010
- 2010 :
  - Gordon Willis
  - Lauren Bacall
  - Roger Corman
- 2011 :
  - Kevin Brownlow, « pour sa sagesse et sa dévotion à la chronique de la parade cinématographique » (« for the wise and devoted chronicling of the cinematic parade »)
  - Jean-Luc Godard, « pour sa passion, pour sa confrontation, pour un nouveau genre de cinéma » (« for passion. For confrontation. For a new kind of cinema »)
  - Eli Wallach, « pour des personnages indélébiles à la valeur éternelle » (« for a lifetime's worth of indelible screen characters »)
- 2012 :
  - James Earl Jones, « pour son héritage de constante excellence et de variété peu commune » (« for his legacy of consistent excellence and uncommon versatility »)
  - Dick Smith, « pour sa maîtrise incomparable des textures, ombres, formes et illusions » (« for his unparalleled mastery of texture, shade, form and illusion »)
- 2013 :
  - D. A. Pennebaker, « a inspiré des générations de cinéastes avec son style « you are here ». Il est considéré comme l'un des fondateurs du mouvement Cinéma Vérité » (« [H]as inspired generations of filmmakers with his "you are here" style. He is considered one of the founders of the cinéma vérité movement... »)
  - Hal Needham, « un pionnier dans l'amélioration des techniques de cascadeurs et des procédures de sécurité » (« A pioneer in improving stunt technology and safety procedures... »)
  - George Stevens Jr., « un champion éternel des arts en Amérique et en particulier du plus américain des arts : le cinéma hollywoodien » (« A tireless champion of the arts in America and especially that most American of arts: the Hollywood film »)
- 2014[7] :
  - Angela Lansbury
  - Steve Martin
  - Piero Tosi
- 2015[8] :
  - Jean-Claude Carrière
  - Hayao Miyazaki
  - Maureen O’Hara
- 2016[9] :
  - Spike Lee
  - Jackie Chan
  - Gena Rowlands
- 2017 :
  - Anne V. Coates
  - Frederick Wiseman
  - Lynn Stalmaster
- 2018 :
  - Agnès Varda
  - Charles Burnett
  - Donald Sutherland
  - Owen Roizman
- 2019 :
  - Lalo Schifrin
  - Cicely Tyson
  - Marvin Levy (de)
  - David Lynch[10]

### Années 2020
- 2020 :
  - Lina Wertmüller
  - Wes Studi
- 2021 :
  - Liv Ullmann
  - Elaine May
  - Samuel L. Jackson
- 2022 :
  - Diane Warren
  - Peter Weir
  - Euzhan Palcy
- 2023:
  - Angela Basset
  - Mel Brooks
  - Carol Littleton

- 2024 :
  - Quincy Jones
  - Juliet Taylor (en)

- 2025 :
  - Debbie Allen
  - Tom Cruise
  - Wynn Thomas